# أندريه أنطوان برنارد
أندريه أنطوان برنارد هو صحفي ومحامي وسياسي فرنسي، ولد في 21 يونيو 1751 في Corme-Royal ‏ في فرنسا، وتوفي في 19 أكتوبر 1818 في فونشال في البرتغال. انتخب President of the National  Convention ‏ (2 سبتمبر 1794 – 22 سبتمبر 1794) وانتخب نائب فرنسي.